# العلاقات الأندورية الكورية الجنوبية
العلاقات الأندورية الكورية الجنوبية هي العلاقات الثنائية التي تجمع بين أندورا وكوريا الجنوبية.

## مقارنة بين البلدين
هذه مقارنة عامة ومرجعية للدولتين:
| وجه المقارنة                                              | أندورا                                                     | كوريا الجنوبية                                                          |
| --------------------------------------------------------- | ---------------------------------------------------------- | ----------------------------------------------------------------------- |
| المساحة (كم2)                                             | 468                                                        | 100.30 ألف                                                              |
| عدد السكان (نسمة)                                         | 76.18 ألف                                                  | 51.47 مليون                                                             |
| الكثافة السكانية (ن./كم²)                                 | 16.28 ألف                                                  | 513.16                                                                  |
| العاصمة                                                   | أندورا لا فيلا                                             | سول                                                                     |
| اللغة الرسمية                                             | اللغة الكتالونية                                           | اللغة الكورية                                                           |
| العملة                                                    | يورو                                                       | وون كوري جنوبي                                                          |
| الناتج المحلي الإجمالي (بليون دولار)                      | 3.01 مليار                                                 | 1.53 تريليون                                                            |
| الناتج المحلي الإجمالي (تعادل القوة الشرائية) بليون دولار |                                                            | 1.75 تريليون                                                            |
| الناتج المحلي الإجمالي الاسمي للفرد دولار أمريكي          |                                                            | 27.22 ألف                                                               |
| الناتج المحلي الإجمالي للفرد دولار أمريكي                 |                                                            |                                                                         |
| مؤشر التنمية البشرية                                      | 0.858                                                      | 0.901                                                                   |
| رمز المكالمات الدولي                                      | +376                                                       | +82                                                                     |
| رمز الإنترنت                                              | .ad                                                        | .kr                                                                     |
| المنطقة الزمنية                                           | ت ع م+01:00، توقيت وسط أوروبا، ت ع م+02:00، أوروبا/أندورا ‏ | توقيت كوريا الجنوبية، ت ع م+09:00، آسيا/سيول ‏، ت ع م+08:00، ت ع م+08:30 |

## منظمات دولية مشتركة
يشترك البلدان في عضوية مجموعة من المنظمات الدولية، منها:
| علم المنظمة | اسم المنظمة                   | تاريخ انضمام أندورا | تاريخ انضمام كوريا الجنوبية |
| ----------- | ----------------------------- | ------------------- | --------------------------- |
|             | منظمة حظر الأسلحة الكيميائية  | ?                   | ?                           |
|             | يونسكو                        | 20 أكتوبر 1993      | 14 يونيو 1950               |
|             | منظمة الشرطة الجنائية الدولية | ?                   | ?                           |
|             | الأمم المتحدة                 | 28 يوليو 1993       | 17 سبتمبر 1991              |

## وصلات خارجية
- موقع وزارة الخارجية الأندورية
- موقع وزارة الخارجية الكورية الجنوبية